# 白斑菖鮋
白斑菖鮋（学名：Sebastiscus albofasciatus），又稱白斑石狗公，是輻鰭魚綱鮋形目平鮋科的其中一種。分布于日本、台湾以及中国南海等海域。该物种的模式产地在中国。

## 水深
水深40~120公尺。

## 特徵
本魚體色鮮艷，呈橘紅色，並佈有雲紋黃色斑點，第三眼下骨有棘。各鰭呈黃色，背鰭硬棘9~10枚、軟條7~8枚，硬棘基部有毒腺，能分泌毒液，須小心；臀鰭硬棘2枚、軟條4~5枚。體長可達25公分。

## 生態
本魚喜棲息於岩礁區，為肉食性魚類，以小魚、甲殼類及底棲動物為主食。為卵胎生，在初春時產下幼魚，喜群集於一處大的洞穴，游泳緩慢，活動範圍不大。

## 經濟利用
可食用，適合煮清湯或紅燒。